# فرهنگ آرنسبورگ

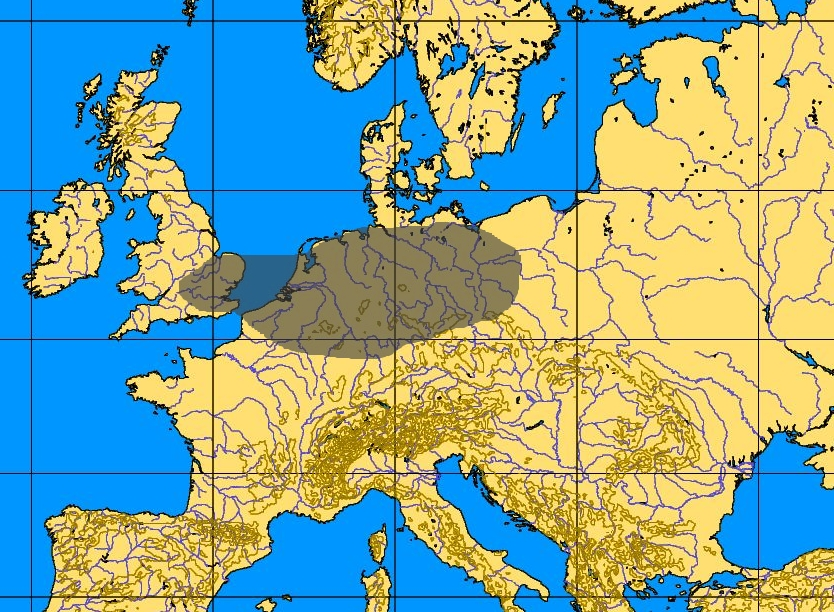
حوزهٔ فرهنگ آرسنبورگ

فرهنگ آرنسبورگ (به انگلیسی: Ahrensburg culture) نام یک فرهنگ باستان‌شناختی پارینه‌سنگیزبرین متأخر وابسته به کوچ‌روان شکارچی-گردآورنده بوده‌است. این فرهنگ در حدود ۱۲۹۰۰ تا ۱۱۷۰۰ سال پیش در شمال مرکزی اروپا و در دورهٔ زمین‌شناختی یانگر درایاس و در پایان یخبندان وایکسلی برقرار بوده‌است. مهمترین طعمهٔ باشندگان این فرهنگ گوزن شمالی بوده‌است.
نام این فرهنگ از روستای آرنسبورگ در ۲۵ کیلومتری شمال شرقی هامبورگ گرفته شده‌است.